# Liste de ponts d'Allemagne
Cette liste de ponts d'Allemagne a pour vocation de présenter une liste des plus célèbres ponts d'Allemagne, tant par leurs caractéristiques dimensionnelles, que par leur intérêt architectural ou historique.

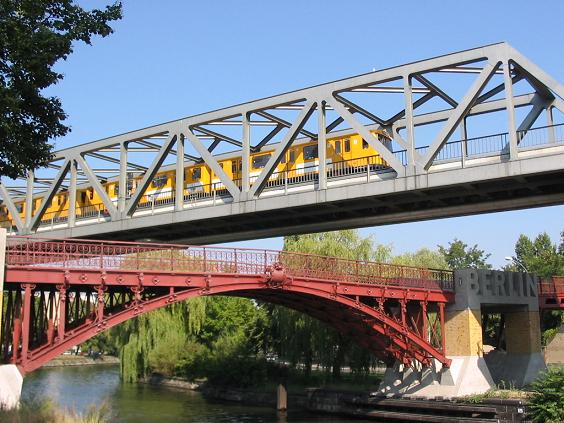
Ponts sur le Landwehrkanal à Berlin.

Elle est présentée sous forme de tableaux récapitulant les caractéristiques des différents ouvrages, et peut être triée selon les diverses entrées pour voir un type de pont particulier ou les ouvrages les plus récents par exemple. La seconde colonne donne la classification de l'ouvrage parmi ceux présentés, les colonnes Portée et Long. (longueur) sont exprimées en mètres. Date indique la date de mise en service du pont.

## Ponts présentant un intérêt historique
|                                       |    | Nom                                    | Distinction                                                                                                | Long. | Type                                                                       | Voie portée Voie franchie                            | Date         | Localisation                                                       | Land                          | Ref.       |
| ------------------------------------- | -- | -------------------------------------- | --- | ----- | -------------------------------------------------------------------------- | ---------------------------------------------------- | ------------ | ------------------------------------------------------------------ | ----------------------------- | ---------- |
| Römersteine                           | 1  | Aqueduc de Mayence                     | Longueur totale : 9 km (une grande partie est aérienne)                                                    |       | Maçonnerie                                                                 | Aqueduc                                              | 79           | Mayence 49° 59′ 21,4″ N, 8° 15′ 01,6″ E                            | Rhénanie-Palatinat            |            |
| Eifelwasserleitung                    | 2  | Aqueduc de l'Eifel                     | Un des plus longs aqueducs de l'Empire romain Longueur totale : 130 km (une grande partie est souterraine) |       | Maçonnerie                                                                 | Aqueduc Swist, Erft, Urft                            | 80           | Vussem 50° 33′ 53,4″ N, 6° 40′ 06,4″ E                             | Rhénanie-du-Nord-Westphalie   | [ Note 1 ] |
| Römerbrücke Trier                     | 3  | Pont romain de Trèves                  | Plus ancien pont d’Allemagne · Trèves - monuments romains · Patrimoine mondial (1986) · Monument culturel  | 198   | Maçonnerie 8 arches                                                        | Moselle                                              | IIe siècle   | Trèves 49° 45′ 06,8″ N, 6° 37′ 35,7″ E                             | Rhénanie-Palatinat            | ,          |
| Drususbrücke                          | 4  | Pont Drusus                            | Monument culturel                                                                                          | 126   | Maçonnerie 6 arches (7 à l'origine)                                        | L417 Nahe                                            | XIe siècle   | Bingen am Rhein 49° 57′ 36,3″ N, 7° 53′ 34,9″ E                    | Rhénanie-Palatinat            |            |
| Steinerne Brücke (Regensburg)         | 5  | Pont de pierre (Ratisbonne)            | Vieille ville de Ratisbonne · Patrimoine mondial (2006)                                                    | 330   | Maçonnerie 14 arches                                                       | Pont piétonnier Danube                               | 1146         | Ratisbonne 49° 01′ 21″ N, 12° 05′ 50,1″ E                          | Bavière                       | [ 2 ]      |
| Lahnbrücke Wetzlar                    | 6  | Vieux pont de la Lahn                  | | 104   | Maçonnerie 7 arches                                                        | Lahnstraße Lahn                                      | XIIIe siècle | Wetzlar 50° 33′ 20,9″ N, 8° 29′ 56,4″ E                            | Hesse                         |            |
| Krämerbrücke                          | 7  | Krämerbrücke Pont des Épiciers         | Pont habité                                                                                                | 125   | Maçonnerie                                                                 | Michaelisstraße - Futterstraße Gera                  | 1325         | Erfurt 50° 58′ 43,4″ N, 11° 01′ 51,6″ E                            | Thuringe                      |            |
| Tauberbrücke Rothenburg ob der Tauber | 8  | Pont de Tauber                         | |       | Maçonnerie 2 niveaux                                                       | Taubertalweg Tauber                                  | 1330         | Rothenburg ob der Tauber 49° 22′ 22″ N, 10° 10′ 34,5″ E            | Bavière                       |            |
| Alte Nahebrücke                       | 9  | Vieux pont sur la Nahe                 | Pont habité Monument culturel                                                                              | 135   | Maçonnerie 3 arches                                                        | Mannheimer Straße Nahe                               | 1332         | Bad Kreuznach 49° 50′ 40,6″ N, 7° 51′ 28,9″ E                      | Rhénanie-Palatinat            |            |
| Balduinbrücke                         | 10 | Pont de Baudouin                       | Vallée du Haut-Rhin moyen · Patrimoine mondial (2002) · Monument culturel                                  | 246   | Maçonnerie 8 arches                                                        | Moselle                                              | 1343         | Coblence 50° 21′ 47,5″ N, 7° 35′ 35,6″ E                           | Rhénanie-Palatinat            | [ 3 ]      |
| Obere Brücke                          | 11 | Ancien hôtel de ville de Bamberg       | Pont habité · Situé dans la ville de Bamberg · Patrimoine mondial (1993) · Monument culturel               |       | Maçonnerie 3 arches                                                        | Karolinenstraße - Obstmarkt Regnitz                  | 1387         | Bamberg 49° 53′ 29,3″ N, 10° 53′ 13″ E                             | Bavière                       | [ 4 ]      |
| Oberer Henkersteg                     | 12 | Oberer Henkersteg                      | Pont habité                                                                                                | 56    | Maçonnerie 2 arches                                                        | Pont piétonnier Pegnitz                              | XIVe siècle  | Nuremberg 49° 27′ 12,2″ N, 11° 04′ 24″ E                           | Bavière                       |            |
| Fronveste                             | 13 | Fronveste                              | Pont habité                                                                                                |       | Maçonnerie 1 arche segmentaire                                             | Pegnitz                                              | 1494         | Nuremberg 49° 27′ 14,9″ N, 11° 04′ 14,4″ E                         | Bavière                       | [ 5 ]      |
| Holzbrücke Bad Säckingen              | 14 | Pont couvert de Bad Säckingen          | Plus long pont couvert en bois d'Europe Frontière Allemagne - Suisse Monument culturel                     | 204   | Pont couvert en bois, piles maçonnerie                                     | Pont piétonnier Rhin                                 | 1570         | Bad Säckingen - Stein 47° 33′ 05,1″ N, 7° 57′ 05,3″ E              | Bade-Wurtemberg Suisse        | ,          |
| Röhrensteg Zwickau                    | 15 | Röhrensteg Zwickau                     | Plus vieux pont couvert en bois de Saxe                                                                    | 62    | Pont couvert en bois, piles maçonnerie                                     | Pont piétonnier Zwickauer Mulde                      | 1535         | Zwickau 50° 42′ 27,6″ N, 12° 30′ 20″ E                             | Saxe                          | ,          |
| Alte Sauerbrücke                      | 16 | Vieux pont de la Sûre                  | Frontière Allemagne- Luxembourg                                                                            |       | Maçonnerie 4 arches                                                        | L1 Bitburger Straße Sûre                             | XVIe siècle  | Echternacherbrück - Echternach 49° 48′ 45,9″ N, 6° 25′ 35,1″ E     | Rhénanie-Palatinat Luxembourg | [ Note 5 ] |
| Forbach Holzbrücke                    | 17 | Pont de Forbach                        | Portée : 37,8 mètres                                                                                       | 45    | Pont couvert en bois                                                       | Hauptstraße 2 Murg                                   | 1776         | Forbach 48° 40′ 40″ N, 8° 21′ 40,7″ E                              | Bade-Wurtemberg               | [ Note 6 ] |
| Holzbrücke Wünschendorf               | 18 | Pont couvert de Wünschendorf           | | 71    | Pont couvert en bois, piles maçonnerie                                     | Weidaer Str. Elster Blanche                          | 1786         | Wünschendorf/Elster 50° 47′ 41,2″ N, 12° 05′ 25″ E                 | Thuringe                      |            |
| Karl-Theodor-Brücke                   | 19 | Alte Brücke (Heidelberg)               | Monument culturel                                                                                          | 200   | Maçonnerie 9 arches                                                        | Pont piétonnier Neckar - Bundesstraße 37             | 1788         | Heidelberg 49° 24′ 51,7″ N, 8° 42′ 34,5″ E                         | Bade-Wurtemberg               |            |
| Rheinbrücke Rheinau–Altenburg         | 20 | Pont Rheinau-Altenburg                 | Frontière Allemagne - Suisse                                                                               | 80    | Pont couvert en bois                                                       | Rheinauer Straße 20 Rhin                             | 1806         | Jestetten - Rheinau 47° 38′ 51,5″ N, 8° 36′ 10,2″ E                | Bade-Wurtemberg Suisse        |            |
| Holzbrücke Diessenhofen-Gailingen     | 21 | Pont couvert de Diessenhofen-Gailingen | Frontière Allemagne - Suisse                                                                               | 87    | Pont couvert en bois                                                       | L190 Rhin                                            | 1816         | Diessenhofen - Gailingen 47° 41′ 26,8″ N, 8° 45′ 03,5″ E           | Bade-Wurtemberg Suisse        |            |
|                                       | 22 | Pont-couvert de Buchfart               | |       | Pont couvert en bois, piles maçonnerie                                     | Weimarische Straße 87 Ilm                            | 1818         | Buchfart 51° 14′ 30,3″ N, 7° 06′ 11,6″ E                           | Thuringe                      |            |
|                                       | 23 | Pont de l'Arche (Unterregenbach)       | | 60    | Pont couvert en bois, piles maçonnerie                                     | Jagst                                                | 1821         | Langenbourg 49° 16′ 28,6″ N, 9° 50′ 07,6″ E                        | Bade-Wurtemberg               | [ Note 7 ] |
| Basteibrücke                          | 24 | Pont de la Bastei                      | | 76,5  | Maçonnerie 5 arches                                                        | Pont piétonnier Bastei                               | 1826         | Rathen 50° 57′ 42,7″ N, 14° 04′ 22,7″ E                            | Saxe                          |            |
| Göltzschtalbrücke                     | 25 | Göltzschtalbrücke                      | Plus grand pont en brique du monde Hauteur : 78 mètres                                                     | 578   | Maçonnerie Briques, 4 niveaux                                              | Sachsen-Franken-Magistrale Göltzsch                  | 1851         | Netzschkau 50° 37′ 21,9″ N, 12° 14′ 38,5″ E                        | Saxe                          |            |
| Elstertalbrücke                       | 26 | Viaduc d'Elster                        | Second plus grand pont en brique du monde                                                                  | 279   | Maçonnerie Briques, 2 niveaux                                              | Ligne Leipzig - Hof Elster Blanche                   | 1851         | Jocketa 50° 33′ 11,3″ N, 12° 10′ 02,6″ E                           | Saxe                          |            |
| König-Ludwig-Brücke                   | 27 | Pont du Roi Ludwig                     | Portée : 55 mètres                                                                                         | 121   | Treillis Bois                                                              | Pont piétonnier Iller                                | 1851         | Kempten 47° 42′ 55,7″ N, 10° 19′ 18,9″ E                           | Bavière                       |            |
| Marienbrücke                          | 28 | Pont de la Mariée                      | Offre un panorama sur le château de Neuschwanstein (plus célèbre château d'Allemagne)                      |       | Cantilever Acier                                                           | Passerelle Gorge de la Pöllat                        | 1866         | Füssen 47° 33′ 17,9″ N, 10° 44′ 58″ E                              | Bavière                       |            |
| Gutachbrücke                          | 29 | Pont de Gutach                         | Portée principale : 64 mètres Situé dans la Forêt-Noire                                                    | 141   | Maçonnerie 6 arches (1 principale segmentaire)                             | Höllentalbahn Wutach                                 | 1900         | Titisee-Neustadt 47° 53′ 00,5″ N, 8° 15′ 08,1″ E                   | Bade-Wurtemberg               |            |
| Oberbaumbrücke                        | 30 | Pont Oberbaum                          | Pont reliant les anciens états de RDA et de RFA à Berlin Monument culturel                                 | 124   | Arc                                                                        | U-Bahnlinie 1 Spree                                  | 1902         | Berlin (Friedrichshain-Kreuzberg) 52° 30′ 06,1″ N, 13° 26′ 44,8″ E | Berlin                        |            |
| Syratalviadukt                        | 31 | Pont de la Paix                        | Portée : 90 mètres Plus grand pont en maçonnerie d'Europe                                                  | 133   | Maçonnerie 2 arches (1 principale en anse de panier), moellons de phyllite | Bundesstraße 92 Vallée de Syrabach                   | 1905         | Plauen 50° 29′ 56,2″ N, 12° 07′ 35,6″ E                            | Saxe                          |            |
| Illerbrücken Kempten                  | 32 | Ponts de Kempten sur l'Iller           | 2 ponts identiques en béton damé                                                                           | 155   | Arc Béton damé, trois articulations                                        | Ringstraße Schumacherring 2 voies ferroviaires Iller | 1906         | Kempten 47° 42′ 54,8″ N, 10° 19′ 19,1″ E                           | Bavière                       |            |
| Glienicker Brücke                     | 33 | Pont de Glienicke                      | Utilisé pour les échanges d'espions capturés pendant la guerre froide                                      | 128   | Treillis Acier                                                             | Bundesstraße 1 Havel                                 | 1907         | Berlin - Potsdam 52° 24′ 48,4″ N, 13° 05′ 24,9″ E                  | Berlin - Brandebourg          |            |
| Sonnborner Eisenbahnbrücke            | 34 | Pont de Sonnborn                       | Portée : 66 mètres                                                                                         | 120   | Maçonnerie 2 arches (1 principale en anse de panier)                       | Ligne Düsseldorf – Elberfeld Wupper Bundesstraße 228 | 1914         | Wuppertal 51° 14′ 30,3″ N, 7° 06′ 11,6″ E                          | Rhénanie-du-Nord-Westphalie   |            |

## Ponts présentant un intérêt architectural
|                                |   | Nom                           | Distinction | Long. | Type                                        | Voie portée Voie franchie            | Date | Localisation                                      | Land                        | Ref. |
| ------------------------------ | - | ----------------------------- | ----------- | ----- | ------------------------------------------- | ------------------------------------ | ---- | ------------------------------------------------- | --------------------------- | ---- |
| Löwenbrücke (Berlin)           | 1 | Pont des Lions (Berlin)       |             | 17,3  | Suspendu                                    | Passerelle                           | 1838 | Berlin (Mitte) 52° 30′ 44,7″ N, 13° 20′ 44,4″ E   | Berlin                      |      |
| Holzbrücke bei Essing          | 2 | Pont d'Essing                 |             | 189,9 | Pont caténaire                              | Passerelle Canal Rhin-Main-Danube    | 1986 | Essing 48° 56′ 17,7″ N, 11° 46′ 51″ E             | Bavière                     |      |
| Hafenbrücke Düsseldorf         | 3 | Pont du port de Düsseldorf    |             |       | Béquilles inclinées Acier, tablier suspendu | Passerelle Port de Düsseldorf - Rhin | 1992 | Düsseldorf 51° 13′ 04,9″ N, 6° 45′ 24,1″ E        | Rhénanie-du-Nord-Westphalie |      |
| Drachenbrücke                  | 4 | Pont du Dragon                |             | 165   | Pont à béquilles                            | Passerelle L639 Cranger Str.         | 2008 | Recklinghausen 51° 33′ 55,8″ N, 7° 10′ 29,1″ E    | Rhénanie-du-Nord-Westphalie |      |
| Teufelsbrücke der Externsteine | 5 | Pont du Diable d'Externsteine |             |       | Poutres Acier                               | Passerelle Externsteine              |      | Horn-Bad Meinberg 51° 52′ 08,3″ N, 8° 55′ 02,6″ E | Rhénanie-du-Nord-Westphalie |      |

## Grands ponts
Ce tableau présente les ouvrages ayant des portées supérieures à 100 mètres ou une longueur totale supérieure à 3 000 mètres (liste non exhaustive).
|                                        |    | Nom                                                                      | Portée   | Long. | Type                                                           | Voie portée Voie franchie                                                   | Date           | Localisation                                                    | Land                               | Ref.        |
| -------------------------------------- | -- | ------------------------------------------------------------------------ | -------- | ----- | -------------------------------------------------------------- | --------------------------------------------------------------------------- | -------------- | --------------------------------------------------------------- | ---------------------------------- | ----------- |
| Rheinbrücke Emmerich                   | 1  | Pont de Kleve-Emmerich                                                   | 500      | 1228  | Suspendu Tablier treillis acier, pylônes acier 151+500+151     | Bundesstraße 220 Rhin                                                       | 1965           | Emmerich am Rhein 51° 49′ 44,8″ N, 6° 13′ 35″ E                 | Rhénanie-du-Nord-Westphalie        | [ 8 ]       |
| Rheinbrücke Köln-Rodenkirchen          | 2  | Pont de Rodenkirchen                                                     | 378      | 567   | Suspendu Tablier poutres acier, pylônes acier                  | Bundesautobahn 4 Rhin                                                       | 1954           | Cologne 50° 53′ 58,7″ N, 6° 59′ 26″ E                           | Rhénanie-du-Nord-Westphalie        |             |
| Fleher Brücke                          | 3  | Pont de Flehe                                                            | 368      | 1148  | Haubané Monopylône, tablier caisson acier, pylône béton        | Bundesautobahn 46 Rhin                                                      | 1979           | Düsseldorf - Neuss 51° 11′ 07,5″ N, 6° 46′ 30,5″ E              | Rhénanie-du-Nord-Westphalie        |             |
| Rheinbrücke Neuenkamp                  | 4  | Pont de Duisbourg-Neuenkamp                                              | 350      | 777   | Haubané Tablier caisson acier, pylônes acier                   | Bundesautobahn 40 Europastraße 34 Rhin                                      | 1971           | Duisbourg 51° 26′ 13,2″ N, 6° 42′ 45,3″ E                       | Rhénanie-du-Nord-Westphalie        |             |
| Niederrheinbrücke Wesel                | 5  | Pont de Niederrhein Wesel                                                | 335      | 775   | Haubané Monopylône, tablier caisson acier, pylône béton        | Bundesstraße 58 Rhin                                                        | 2009           | Wesel 51° 38′ 43,5″ N, 6° 36′ 16,1″ E                           | Rhénanie-du-Nord-Westphalie        |             |
| Köhlbrandbrücke                        | 6  | Pont de Köhlbrand                                                        | 325      | 3618  | Haubané Tablier caisson acier, pylônes acier                   | Bundesautobahn 7 Köhlbrand                                                  | 1974           | Hambourg 53° 31′ 18,5″ N, 9° 56′ 19″ E                          | Hambourg                           |             |
| Rheinkniebrücke                        | 7  | Rheinkniebrücke                                                          | 319      | 561   | Haubané Tablier poutres acier, pylônes acier                   | Rhin                                                                        | 1969           | Düsseldorf 51° 13′ 15,2″ N, 6° 45′ 49,8″ E                      | Rhénanie-du-Nord-Westphalie        |             |
| Mülheimer Brücke                       | 8  | Pont de Mülheim                                                          | 315      | 683   | Suspendu Tablier poutres acier, pylônes acier                  | Bundesstraße 51 Rhin                                                        | 1951           | Cologne 50° 57′ 51,2″ N, 6° 59′ 44,1″ E                         | Rhénanie-du-Nord-Westphalie        |             |
| Beeckerwerther Brücke                  | 9  | Pont Beeckenwerther                                                      | 310      | 1030  | Haubané Tablier caisson acier, pylônes acier                   | Bundesautobahn 42 Rhin                                                      | 1990           | Duisbourg 51° 28′ 51,2″ N, 6° 40′ 49,8″ E                       | Rhénanie-du-Nord-Westphalie        |             |
| Severinsbrücke                         | 10 | Severinsbrücke                                                           | 302      | 691   | Haubané Tablier poutres acier, pylônes acier                   | Bundesstraße 55 Rhin                                                        | 1961           | Cologne 50° 55′ 50,3″ N, 6° 58′ 01,6″ E                         | Rhénanie-du-Nord-Westphalie        |             |
| Donaubrücke Deggenau                   | 11 | Pont de Deggenau                                                         | 290      | 888   | Haubané Tablier caisson acier, pylônes acier                   | Bundesautobahn 3 Europastraße 56 Danube                                     | 1975           | Deggendorf 48° 48′ 31,3″ N, 12° 58′ 14,6″ E                     | Bavière                            |             |
| Kurt-Schumacher-Brücke                 | 12 | Pont Kurt Schumacher                                                     | 287      | 1500  | Haubané Tablier caisson acier, pylônes acier                   | Bundesstraße 44 Rhin                                                        | 1971           | Mannheim - Ludwigshafen 49° 29′ 22,9″ N, 8° 26′ 44,7″ E         | Bade-Wurtemberg Rhénanie-Palatinat |             |
| Flughafenbrücke                        | 13 | Flughafenbrücke                                                          | 287      | 1286  | Haubané Tablier caisson acier, pylônes acier                   | Bundesautobahn 44 Rhin                                                      | 2002           | Düsseldorf - Meerbusch 51° 16′ 41,3″ N, 6° 42′ 16,9″ E          | Rhénanie-du-Nord-Westphalie        |             |
| Friedrich-Ebert-Brücke (Duisbourg)     | 14 | Pont Friedrich-Ebert (Duisbourg)                                         | 285      |       | Suspendu Auto-ancré, tablier poutres acier, pylônes acier      | L287 Rheindeichstraße Rhin                                                  | 1954           | Duisbourg 51° 27′ 22,4″ N, 6° 43′ 24,9″ E                       | Rhénanie-du-Nord-Westphalie        |             |
| Rheinbrücke Leverkusen                 | 15 | Pont de Leverkusen                                                       | 280      | 687   | Haubané Tablier caisson acier, pylônes acier                   | Bundesautobahn 1 Rhin                                                       | 1965           | Leverkusen 51° 02′ 02,7″ N, 6° 57′ 39,2″ E                      | Rhénanie-du-Nord-Westphalie        |             |
| Friedrich-Ebert-Brücke (Bonn)          | 16 | Pont Friedrich-Ebert (Bonn)                                              | 280      | 520   | Haubané Tablier caisson acier, pylônes acier                   | Bundesautobahn 565 Rhin                                                     | 1967           | Bonn 50° 45′ 23,7″ N, 7° 05′ 59,1″ E                            | Rhénanie-du-Nord-Westphalie        |             |
| Rheinbrücke Speyer                     | 17 | Pont de Spire                                                            | 275      | 456   | Haubané Monopylône, tablier caisson acier, pylône acier        | Bundesautobahn 61 Europastraße 31 Rhin                                      | 1975           | Spire - Hockenheim 49° 20′ 30,3″ N, 8° 28′ 22,1″ E              | Rhénanie-Palatinat Bade-Wurtemberg |             |
| Talbrücke Froschgrundsee               | 18 | Viaduc du Froschgrundsee                                                 | 270      | 798   | Arc Béton, tablier porté                                       | LGV Nuremberg–Erfurt Froschgrundsee                                         | 2010           | Rödental 50° 21′ 16,9″ N, 11° 01′ 20,8″ E                       | Bavière                            |             |
| Grümpentalbrücke                       | 19 | Viaduc de Grümpen                                                        | 270      | 1104  | Arc Béton, tablier porté                                       | LGV Nuremberg–Erfurt Ortsstraße                                             | 2011           | Grümpen 50° 23′ 20,5″ N, 11° 02′ 03,7″ E                        | Thuringe                           |             |
| Neckartalbrücke Weitingen              | 20 | Viaduc de Weitingen                                                      | 263      | 918   | Travée sous-bandé Tablier caisson acier                        | Bundesautobahn 81 Europastraße 41 Neckar                                    | 1977           | Horb am Neckar 48° 26′ 56,1″ N, 8° 45′ 57,1″ E                  | Bade-Wurtemberg                    |             |
| Theodor-Heuss-Brücke (Düsseldorf)      | 21 | Pont Theodor-Heuss (Düsseldorf)                                          | 260      | 1271  | Haubané Tablier poutres acier, pylônes acier                   | Bundesstraße 7 Rhin                                                         | 1957           | Düsseldorf 51° 14′ 48,8″ N, 6° 45′ 33,1″ E                      | Rhénanie-du-Nord-Westphalie        |             |
| Zoobrücke                              | 22 | Zoobrücke                                                                | 259      | 597   | Poutre-caisson Acier                                           | Bundesstraße 55a Rhin                                                       | 1966           | Cologne 50° 57′ 16,6″ N, 6° 58′ 30,9″ E                         | Rhénanie-du-Nord-Westphalie        |             |
| Oberkasseler Brücke                    | 23 | Pont d'Oberkassel                                                        | 258      | 615   | Haubané Tablier caisson acier, pylônes acier                   | Landesstraße 392 Rhin                                                       | 1973           | Düsseldorf 51° 13′ 53,7″ N, 6° 46′ 09,9″ E                      | Rhénanie-du-Nord-Westphalie        |             |
| Brücke der Solidarität                 | 24 | Pont de la Solidarité                                                    | 256      | 822   | Arc Acier, tablier suspendu                                    | L237 Moerser Straße Rhin                                                    | 1950           | Duisbourg 51° 24′ 54,7″ N, 6° 44′ 20,1″ E                       | Rhénanie-du-Nord-Westphalie        |             |
| Rheinbrücke Rees-Kalkar                | 25 | Pont de Rees-Kalkar                                                      | 255      |       | Haubané Tablier poutres acier, pylônes acier                   | Bundesstraße 67 Rhin                                                        | 1967           | Rees 51° 45′ 16,1″ N, 6° 22′ 37″ E                              | Rhénanie-du-Nord-Westphalie        |             |
| Talbrücke Wilde Gera                   | 26 | Talbrücke Wilde Gera                                                     | 252      | 552   | Arc Béton, tablier porté                                       | Bundesautobahn 71 L2149 Wilde Gera                                          | 2000           | Gräfenroda - Oberhof 50° 42′ 53,6″ N, 10° 47′ 14,3″ E           | Thuringe                           |             |
| Krefeld-Uerdinger Brücke               | 27 | Pont de Krefeld-Uerdinger                                                | 250      | 860   | Suspendu Auto-ancré, tablier treillis acier, pylônes acier     | Bundesstraße 288 Rhin                                                       | 1936           | Duisbourg 51° 20′ 58,6″ N, 6° 39′ 32,4″ E                       | Rhénanie-du-Nord-Westphalie        |             |
| Hammer Eisenbahnbrücke                 | 28 | Pont ferroviaire de Hamm                                                 | 250      | 813   | Arc Acier, tablier treillis suspendu                           | Rhin                                                                        | 1987           | Düsseldorf 51° 12′ 31″ N, 6° 43′ 53,3″ E                        | Rhénanie-du-Nord-Westphalie        |             |
| Talbrücke Obere Argen                  | 29 | Pont de la vallée de l'Obere Argen                                       | 250      | 730   | Haubané Tablier caisson acier, pylônes acier                   | Bundesautobahn 96 Obere Argen                                               | 1990           | Wangen im Allgäu 47° 38′ 29,8″ N, 9° 44′ 44,2″ E                | Bade-Wurtemberg                    | [ Note 8 ]  |
| Fehmarnsundbrücke                      | 30 | Pont du Fehmarnsund                                                      | 248      | 963   | Arc Acier, tablier suspendu                                    | Bundesstraße 207 Europastraße 47 Fehmarnsund (Mer Baltique)                 | 1963           | Großenbrode - Fehmarn 54° 24′ 06,1″ N, 11° 06′ 45″ E            | Schleswig-Holstein                 |             |
| Raiffeisenbrücke                       | 31 | Pont Raiffeisen                                                          | 238      | 485   | Haubané Monopylône, tablier caisson acier, pylône acier        | Bundesstraße 256 Rhin                                                       | 1978           | Neuwied - Weißenthurm 50° 25′ 17″ N, 7° 27′ 28,5″ E             | Rhénanie-Palatinat                 |             |
| Hochbrücke Brunsbüttel                 | 32 | Pont de Brunsbüttel                                                      | 237      | 2831  | Treillis Acier                                                 | Bundesstraße 550 Canal de Kiel                                              | 1983           | Brunsbüttel 53° 55′ 18,7″ N, 9° 11′ 46,9″ E                     | Schleswig-Holstein                 |             |
| Südbrücke (Koblenz)                    | 33 | Pont du Sud (Coblence)                                                   | 236      | 442   | Poutre-caisson Acier                                           | Bundesstraße 327 Rhin                                                       | 1975           | Coblence 50° 19′ 57,5″ N, 7° 35′ 38,5″ E                        | Rhénanie-Palatinat                 |             |
| Konrad-Adenauer-Brücke                 | 34 | Pont Konrad-Adenauer                                                     | 230      | 480   | Poutre-caisson Acier                                           | Bundesautobahn 562 Rhin                                                     | 1972           | Bonn 50° 43′ 04,3″ N, 7° 08′ 37″ E                              | Rhénanie-du-Nord-Westphalie        |             |
| Dreiländerbrücke                       | 35 | Passerelle des Trois Pays                                                | 229      | 250   | Arc Acier, tablier intermédiaire                               | Passerelle Rhin                                                             | 2007           | Weil am Rhein - Huningue - Bâle 47° 35′ 29,5″ N, 7° 35′ 23,8″ E | Bade-Wurtemberg France Suisse      |             |
| Kylltalbrücke                          | 36 | Viaduc de la Kyll                                                        | 223      | 645   | Arc Béton, tablier porté                                       | Bundesautobahn 60 Europastraße 42 Kyll                                      | 1999           | Wilsecker 50° 01′ 11,8″ N, 6° 34′ 29,1″ E                       | Rhénanie-Palatinat                 |             |
| Europabrücke (Rendsburg)               | 37 | Pont de l'Europe                                                         | 221      | 1497  | Poutres Acier, hauteurs variables                              | Bundesautobahn 7 Europastraße 45 Canal de Kiel                              | 1972           | Rendsburg 54° 19′ 50,4″ N, 9° 43′ 40″ E                         | Schleswig-Holstein                 |             |
| Kaiserleibrücke                        | 38 | Pont Kaiserlei                                                           | 220      | 220   | Arc Acier, tablier suspendu                                    | Bundesautobahn 661 Main                                                     | 1964           | Francfort-sur-le-Main 50° 06′ 40,2″ N, 8° 44′ 07,7″ E           | Hesse                              |             |
| Moseltalbrücke Winningen               | 39 | Viaduc de Winningen                                                      | 218      | 935   | Poutre-caisson Acier                                           | Bundesautobahn 61 Moselle                                                   | 1972           | Winningen 50° 18′ 53,5″ N, 7° 29′ 39,4″ E                       | Rhénanie-Palatinat                 |             |
| Hochmoselbrücke                        | 40 | Viaduc autoroutier de la Moselle en construction                         | 209      | 1702  | Poutre-caisson Acier                                           | Bundesstrasse 50 Moselle                                                    | 2015           | Zeltingen-Rachtig 49° 58′ 09,6″ N, 7° 00′ 01,2″ E               | Rhénanie-Palatinat                 |             |
| Bendorfer Brücke                       |    | Pont de Bendorf                                                          | 208      | 1029  | Poutre-caisson Béton 71+208+71                                 | Bundesautobahn 48 Europastraße 44 Rhin                                      | 1965           | Bendorf - Coblence 50° 24′ 37,2″ N, 7° 34′ 29,2″ E              | Rhénanie-Palatinat                 |             |
| Maintalbrücke Nantenbach               | 41 | Pont de Nantenbach                                                       | 208      | 694   | Treillis Acier                                                 | LGV Hanovre - Wurtzbourg Main                                               | 1993           | Neuendorf 50° 01′ 49,7″ N, 9° 39′ 07,7″ E                       | Bavière                            |             |
| Donaubrücke Schwabelweis               |    | Pont de Schwabelweis                                                     | 207      | 518   | Arc Acier, tablier suspendu Pont bow-string                    | Osttangente Danube                                                          | 1981           | Ratisbonne 49° 01′ 22″ N, 12° 08′ 26,9″ E                       | Bavière                            |             |
| Pierre-Pflimlin-Brücke                 | 42 | Pont Pierre-Pflimlin                                                     | 205      | 957   | Poutre-caisson Béton précontraint                              | L98 Rhin                                                                    | 2002           | Altenheim - Eschau 48° 29′ 29,1″ N, 7° 46′ 10,1″ E              | Bade-Wurtemberg France             |             |
| Rügenbrücke                            | 43 | Pont de Rügen                                                            | 198      | 2831  | Haubané Monopylône, tablier caisson acier, pylône acier        | Bundesstraße 96 Europastraße 22 Strelasund                                  | 2007           | Stralsund - Rügen 54° 18′ 29,2″ N, 13° 06′ 38,9″ E              | Mecklembourg-Poméranie-Occidentale |             |
| Kennedybrücke                          | 44 | Pont Kennedy                                                             | 196      | 394   | Poutres Acier, hauteurs variables                              | Bundesstraße 56 - Telekom-Express (Tram) Rhin                               | 1949           | Bonn 50° 44′ 17,5″ N, 7° 06′ 37,1″ E                            | Rhénanie-du-Nord-Westphalie        |             |
| Elbebrücke Niederwartha                | 45 | Pont de Niederwartha                                                     | 192      | 366   | Haubané Monopylône                                             | Elbe                                                                        | 2008           | Niederwartha 51° 05′ 46,8″ N, 13° 36′ 16,5″ E                   | Saxe                               |             |
| Elbebrücke Dömitz (Straße)             | 46 | Pont routier de Dömitz                                                   | 178      | 970   | Arc Acier, tablier suspendu Pont bow-string 52+55+58+59+178+50 | Bundesstraße 191 Elbe                                                       | 1992           | Dömitz 53° 08′ 34,8″ N, 11° 13′ 42,5″ E                         | Mecklembourg-Poméranie-Occidentale |             |
| Norderelbebrücke                       | 47 | Pont sur la Norderelbe                                                   | 172      | 300   | Haubané Tablier caisson acier, pylônes acier                   | Bundesautobahn 1 Norderelbe                                                 | 1962           | Hambourg 53° 30′ 33,5″ N, 10° 03′ 35″ E                         | Hambourg                           |             |
| Donaubrücke Schalding                  | 48 | Pont de Schalding sur le Danube                                          | 171      | 1020  | Poutre-caisson Acier                                           | Bundesautobahn 3 Europastraße 56 Danube                                     | 1973           | Passau 48° 35′ 53″ N, 13° 22′ 14,2″ E                           | Bavière                            |             |
| Müngstener Brücke                      | 49 | Viaduc de Müngsten Plus haut viaduc ferroviaire d'Allemagne hors service | 170      | 465   | Arc Arc treillis acier, tablier porté arc hyperstatique        | Wuppertal–Solingen (KBS 458) Wupper                                         | 1897           | Remscheid - Solingen 51° 09′ 37,3″ N, 7° 08′ 01,1″ E            | Rhénanie-du-Nord-Westphalie        |             |
| Hohenzollernbrücke                     | 50 | Pont Hohenzollern                                                        | 168      | 409   | Arc Arc treillis acier, tablier suspendu                       | Rhin                                                                        | 1948 1959 1987 | Cologne 50° 56′ 29,1″ N, 6° 57′ 56,3″ E                         | Rhénanie-du-Nord-Westphalie        |             |
| Südbrücke (Köln)                       | 51 | Pont du Sud (Cologne)                                                    | 165      | 368   | Arc Arc treillis acier, tablier suspendu                       | Rhin                                                                        | 1950           | Cologne 50° 55′ 01,4″ N, 6° 58′ 23,1″ E                         | Rhénanie-du-Nord-Westphalie        |             |
| Hochbrücke Levensau                    | 52 | Hochbrücke Levensau                                                      | 163      | 180   | Arc Arc treillis acier, tablier intermédiaire                  | K24 - K27 Canal de Kiel                                                     | 1894           | Kiel 54° 22′ 04,2″ N, 10° 04′ 33,1″ E                           | Schleswig-Holstein                 |             |
| Maintalbrücke Veitshöchheim            | 53 | Viaduc de Veitshöchheim                                                  | 162      | 1315  | Arc Béton, tablier porté                                       | LGV Hanovre - Wurtzbourg Main                                               | 1986           | Veitshöchheim 49° 49′ 35,5″ N, 9° 52′ 09,6″ E                   | Bavière                            |             |
| Talbrücke Albrechtsgraben              | 54 | Pont de l'Albrechtsgraben                                                | 156      | 770   | Arc Béton, tablier porté                                       | Bundesautobahn 71 Mühlbergstraße                                            | 2002           | Suhl 50° 36′ 35,1″ N, 10° 38′ 05,8″ E                           | Thuringe                           |             |
| Neckartalbrücke                        | 55 | Pont sur la Neckar (Rottweil)                                            | 154      | 365   | Arc Béton, tablier porté                                       | Bundesautobahn 81 Europastraße 41 Neckar                                    | 1978           | Rottweil 48° 12′ 09″ N, 8° 36′ 46,6″ E                          | Bade-Wurtemberg                    |             |
| Blombachtalbrücke                      |    | Pont de la Blombach                                                      | 150      |       | Arc Béton, tablier porté                                       | Landesstraße 419 Bundesautobahn 1 Voie ferrée Wuppertal-Oberbarmen-Solingen | 1959           | Wuppertal 51° 14′ 22″ N, 7° 13′ 50″ E                           | Rhénanie-du-Nord-Westphalie        |             |
| Jagsttalbrücke Widdern                 | 56 | Pont de Jagsttal                                                         | 150      | 880   | Poutre-caisson Acier                                           | Bundesautobahn 81 Jagst                                                     | 1974           | Widdern 49° 19′ 00,3″ N, 9° 24′ 36,5″ E                         | Bade-Wurtemberg                    |             |
| Sauertalbrücke                         | 57 | Viaduc de la Sûre                                                        | 150      | 1195  | Poutre-caisson Acier                                           | Bundesautobahn 64 Europastraße 44 Sûre Bundesstraße 418                     | 1987           | Langsur - Wasserbillig 49° 44′ 00,1″ N, 6° 30′ 08,1″ E          | Rhénanie-Palatinat Luxembourg      |             |
| Blaues Wunder                          | 58 | Blaues Wunder                                                            | 146      | 280   | Cantilever Acier                                               | Schillerplatz - Elbbrückenstraße Elbe                                       | 1893           | Dresde 51° 03′ 12,2″ N, 13° 48′ 36,6″ E                         | Saxe                               |             |
| Talbrücke Zahme Gera                   | 59 | Viaduc sur la Zahme Gera                                                 | 145 (x2) | 520   | Poutre-caisson Béton précontraint                              | Bundesautobahn 71 Zahme Gera                                                | 2002           | Geraberg 50° 43′ 30,1″ N, 10° 51′ 18,6″ E                       | Thuringe                           |             |
| Holbeinsteg                            | 60 | Holbeinsteg                                                              | 142      |       | Suspendu Tablier caisson acier, pylônes acier                  | Passerelle Main                                                             | 1990           | Francfort-sur-le-Main 50° 06′ 14,2″ N, 8° 40′ 19″ E             | Hesse                              | [ 9 ]       |
| Rendsburger Hochbrücke                 | 61 | Transbordeur de Rendsburg                                                | 140      | 2486  | Treillis Acier                                                 | Neumünster–Flensburg railway Canal de Kiel                                  | 1913           | Rendsburg 54° 17′ 36,4″ N, 9° 40′ 57,5″ E                       | Schleswig-Holstein                 |             |
| Kochertalbrücke                        | 62 | Viaduc de Kochertal                                                      | 138      | 1128  | Poutre-caisson Béton précontraint                              | Bundesautobahn 6 Europastraße 50 Kocher                                     | 1979           | Geislingen am Kocher 49° 10′ 39,6″ N, 9° 47′ 09,1″ E            | Bade-Wurtemberg                    |             |
| Teufelstalbrücke                       | 63 | Teufelstalbrücke                                                         | 138      | 270   | Arc Béton, tablier porté                                       | Bundesautobahn 4 Europastraße 40                                            | 1997 2002      | Hermsdorf 50° 52′ 37,9″ N, 11° 49′ 00,7″ E                      | Thuringe                           | [ Note 9 ]  |
| Maintalbrücke Gemünden                 | 64 | Viaduc de Gemünden                                                       | 135      | 849   | Poutre-caisson Béton précontraint                              | LGV Hanovre - Wurtzbourg Main                                               | 1984           | Gemünden am Main 50° 03′ 23,1″ N, 9° 40′ 26,4″ E                | Bavière                            |             |
| Echelsbacher Brücke                    | 65 | Pont d'Echelsbach                                                        | 130      | 189   | Arc Béton, tablier porté                                       | Bundesstraße 23 Amper                                                       | 1930           | Rottenbuch - Bad Bayersoien 47° 42′ 38,2″ N, 10° 58′ 35,9″ E    | Bavière                            |             |
| Wälsebach-Talbrücke                    | 66 | Viaduc de Wälsebach                                                      | 127      | 721   | Arc Béton, tablier porté                                       | LGV Hanovre - Wurtzbourg                                                    | 1988           | Kirchheim 50° 51′ 15″ N, 9° 35′ 24,9″ E                         | Hesse                              |             |
| Luitpoldbrücke (Passau)                | 67 | Pont Luitpold (Passau)                                                   | 126      | 208   | Suspendu Monopylône, tablier poutres acier, pylône acier       | Danube                                                                      | 1910           | Passau 48° 34′ 32,2″ N, 13° 28′ 17,8″ E                         | Bavière                            |             |
| Mintarder Ruhrtalbrücke                | 68 | Viaduc de Mintard                                                        | 126      | 1830  | Poutre-caisson Acier                                           | Bundesautobahn 52 Ruhr                                                      | 1966           | Mülheim 51° 22′ 47,8″ N, 6° 54′ 11,8″ E                         | Rhénanie-du-Nord-Westphalie        |             |
| Elbebrücke Vockerode                   | 69 | Viaduc de Vockerode                                                      | 125      | 654   | Poutre-caisson Acier                                           | Bundesautobahn 9 Elbe                                                       | 2000           | Vockerode 51° 51′ 33,2″ N, 12° 21′ 02,8″ E                      | Saxe-Anhalt                        |             |
| Mülmischtalbrücke, Pfieffetalbrücke    | 70 | Viaduc de Mülmischtal                                                    | 116      | 870   | Arc Béton, tablier porté                                       | LGV Hanovre - Wurtzbourg                                                    | 1988           | Melsungen 51° 10′ 15,4″ N, 9° 32′ 40″ E                         | Hesse                              |             |
| Rombachtalbrücke                       | 71 | Viaduc de Rombachtal                                                     | 116      | 986   | Arc Béton, tablier porté                                       | LGV Hanovre - Wurtzbourg                                                    | 1989           | Schlitz 50° 40′ 29,1″ N, 9° 37′ 30,9″ E                         | Hesse                              |             |
| Lahntalbrücke                          | 72 | Pont ferroviaire sur la Lahn                                             | 116      | 438   | Arc Béton, tablier porté                                       | LGV Cologne - Francfort Lahn                                                | 2001           | Limburg an der Lahn 50° 23′ 25,2″ N, 8° 05′ 14,7″ E             | Hesse                              |             |
| Nibelungenbrücke                       | 73 | Pont de Nibelung                                                         | 114      | 320   | Poutres Béton précontraint                                     | Bundesstraße 47 Rhin                                                        | 1953 2008      | Worms - Lampertheim 49° 37′ 52,4″ N, 8° 22′ 48,3″ E             | Rhénanie-Palatinat Hesse           | [ Note 10 ] |
| Unstruttalbrücke                       | 74 | Viaduc de l'Unstrut en construction                                      | 108 (x4) | 2668  | Pont à béquilles Béton                                         | LGV Erfurt–Leipzig/Halle Unstrut                                            | 2013           | Karsdorf 51° 17′ 00,6″ N, 11° 38′ 30,5″ E                       | Saxe-Anhalt                        |             |
| Wasserstraßenkreuz Magdeburg           | 75 | Pont-canal de Magdebourg                                                 | 106      | 918   | Treillis Acier                                                 | Mittellandkanal Elbe                                                        | 2002           | Magdebourg 52° 13′ 51,1″ N, 11° 42′ 04,7″ E                     | Saxe-Anhalt                        |             |
| Siegtalbrücke                          | 76 | Viaduc de la Sieg                                                        | 105      | 1053  | Poutre-caisson Béton précontraint                              | Bundesautobahn 45 Europastraße 40 Sieg                                      | 1969           | Siegen 50° 50′ 53″ N, 7° 59′ 18,2″ E                            | Rhénanie-du-Nord-Westphalie        |             |
| Talbrücke Reichenbach                  | 77 | Viaduc sur le Reichenbach                                                | 105      | 1000  | Poutre-caisson Acier                                           | Bundesautobahn 71 Reichenbach - K25 - L3004                                 | 2002           | Ilmenau 50° 43′ 05,2″ N, 10° 52′ 15,8″ E                        | Thuringe                           |             |
| Theodor-Heuss-Brücke (Mainz–Wiesbaden) | 78 | Pont Theodor-Heuss                                                       | 103      | 475   | Arc Acier, tablier porté                                       | 40 Rhin                                                                     | 1885           | Mayence - Wiesbaden 50° 00′ 23,8″ N, 8° 13′ 36,6″ E             | Rhénanie-Palatinat Hesse           |             |
| Gutachtalbrücke                        | 79 | Viaduc de Gutach                                                         | 101      | 751   | Poutre-caisson Béton précontraint                              | Bundesstraße 31 Wutach - Höllentalbahn                                      | 1980           | Titisee-Neustadt 47° 54′ 00,1″ N, 8° 14′ 26,7″ E                | Bade-Wurtemberg                    |             |
| Kattwykbrücke                          | 80 | Pont Kattwyk                                                             | 100      | 268   | Treillis Acier                                                 | Kattwykdamm Süderelbe                                                       | 1973           | Hambourg 53° 29′ 39,6″ N, 9° 57′ 06,2″ E                        | Hambourg                           |             |
| Hochstraße Elbmarsch                   | 81 | Hochstraße Elbmarsch                                                     | 35       | 4258  | Poutres Béton précontraint                                     | Bundesautobahn 7                                                            | 1974           | Hambourg 53° 31′ 07″ N, 9° 55′ 19″ E                            | Hambourg                           |             |